# Baie de Porcupine
La baie de Porcupine est un bassin sédimentaire sous-marin situé au large (Sud-ouest) de l'Irlande en bordure du plateau continental de l'Atlantique Nord-Est.

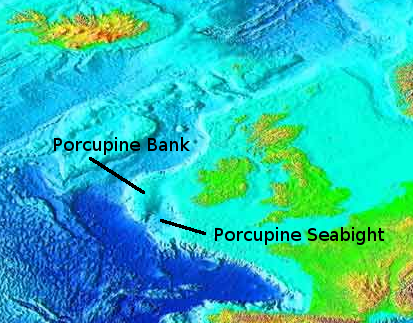
Bathymétrie de l'atlantique Nord-Est, avec localisation du banc de Porcupine et de la zone abyssale (Seabight) de Porcupine

Elle fait partie d'un complexe géomorphologique et a la forme d'un vaste amphithéatre d'ouvrant sur une plaine abyssale, dite de Porcupine, bordée par un relief dit « banc de Porcupine » (Porcupine Bank).  
Elle s'étend sur environ 180 milles marins du nord au sud et sur 100 milles marins d'est en ouest, et s'ouvre sur une plaine abyssale qui s'étend jusqu'à 4 000 mètres (13 000 pieds) de profondeur.

## Statut juridique
Cette zone est située dans les eaux internationales et relève du domaine géographique marin suivi par la Commission OSPAR.

## Biodiversité
Elle est encore mal connue, mais est a priori riche et originale. Elle varie selon la profondeur et les substrats est probablement influencée par des conjonctions complexes de facteur de température et de courants marins qui expliqueraient la présence d'une couche néphéloïde (nuage permanent de sédiments fins en suspension au-dessus du fond). on y a notamment identifié de vastes bancs de coraux d'eaux froides et profondes, dont certains auraient peut-être des ancêtres méditerranéens.

## Pressions et menaces sur les ressources naturelles, les espèces ou leurs habitats
Outre les effets directs et indirects de la surpêche, cet environnement subit les apports de polluants venus du continent européen ou apportés de l'Ouest par les courants et vents.
Elle a aussi dans le passé servi à l'immersion de déchets nucléaires d'origine civile ou militaire, notamment par la France  qui selon l'ANDRA a en 1967 lors d'une campagne d’immersion coordonnée par l’AEN immergé 896 conteneurs métalliques (347 tonnes) de  déchets enrobés dans du béton (activité d’environ 0,4 térabecquerel) et 30 700 fûts d'acier galvanisé (8837 tonnes) renfermant des boues épaissies issues du traitement d'effluents liquides radioactifs (activité de 220 térabecquerels) provenant du Centre nucléaire de Marcoule. 

Deux ans plus tard (en 1969) une seconde campagne d'immersion a été lancée par l'AEN avec d'une part 5015 tonnes de fûts métalliques renfermant des boues radioactives enrobées ou non dans du bitume (2201 tonnes) et 2814 tonnes de déchets enrobés de béton. Pour la France, selon l'ANDRA, tous ces déchets venaient de Marcoule et ont été coulés entre 4000 et 4600 m pour une activité totale évaluée à 134 térabecquerels.

## Anomalie géotectonique
Cette zone profonde a fait l'objet  en 1966 d'un levé gravimétrique et magnétique afin d'étudier la relation structurelle entre trois zones (Porcupine Bank, Porcupine Bight et le plateau continental qui borde l'Irlande . 
Selon les données récoltées par cette étude, la marge continentale formant l'extrémité ouest du banc de Porcupine est en équilibre isostatique, conformément à l'hypothèse de Airy. La zone Porcupine Bight est cependant caractérisée par une forte « anomalie négative » gravimétrique qui pourrait être corrélée à la présence sous-jacente dans la croûte terrestre d'un matériau de haute densité et/ou qui pourrait être due à la présence d'une croûte relativement mince.
La possibilité d'un déplacement latéral du banc de Porcupine, par rapport au continent principal est envisagée et discutée.

## Anecdote
Ce bassin a donné son nom à l'Opération Seabight (arraisonnement d'un voilier contenant une grande quantité de drogue (cocaïne), en novembre 2008.).